# Європейська громадська нагорода
Європейська громадська нагорода (Civi Europaeo Praemium) — нагорода у вигляді медалі почесної медалі, присуджувана Європарламентом з 2008 року.

## Нагорода
Ця нагорода має бути відзнакою за особливі досягнення у таких галузях:
- діяльність щодо кращого розуміння та інтеграції між громадянами держав-членів Європейського Союзу
- діяльність щодо сприяння транснаціональному співробітництву в Європейському Союзі
- щоденна діяльність, що відображає цінності, закріплені в Хартії основних прав Європейського Союзу [1] [2]

Нагорода не враховує проектів, які фінансуються понад 50 % за допомогою інститутів ЄС та тих, які раніше були присуджені однією з європейських установ. Також її не можна присуджувати за діяльність у здійсненні політичної функції.
Щорічно вибирається не більше 50 переможців з урахуванням географічного та гендерного балансу.

## Пропозиція кандидатів
Лише члени Європейського парламенту мають право висувати кандидатів. Кожен з них може висувати максимум одного кандидата.

## Колегія
Члени Колегії Європейської громадської нагороди призначаються Президією Європейського парламенту.

### Склад
- Канцлер — голова Європейського парламенту
- чотири віце-голови Європейського парламенту
- двоє колишніх голів Європейського парламенту
- дві загальновідомі особистості[2]

Роль голови Секретаріату виконує Генеральна дирекція Європейського парламенту.

### Національне журі
До складу національного журі входить щонайменше три посла і один заступник з тієї ж країни-членкині, номінованої раз в році. Члени журі обирають до п'яти потенційних лауреатів зі своєї країни, Національне журі складається щонайменше з 3 депутатів та принаймні одного депутата від певної країни-члена, що висувається один раз на рік. Учасники вибирають до п'яти потенційних переможців зі своєї країни, встановлюючи, перш ніж передати Секретаріату, їх привілейований порядок.

## Церемонія нагородження
Громадські церемонії нагородження організовуються в кожній країні-членкині. Підсумкова церемонія переможців проводиться щорічно в Брюсселі чи Страсбурзі.

## Лауреати

### 2008 рік[3]
- - José María Muñoa Ganuza
  - Associação Nacional de Municípios Portugueses
  - Kärntner Konsensgruppe
  - Duna Televízió
  - Verein zur Förderung des Städtepartnerschaft Leipzig-Travnik
  - Lajos Oszlari
  - AEDE-Canarias
  - Польська гуманітарна акція
  - Naturpark Bayerischer Wald e.V.
  - Divadlo z Pasáže
  - Jochen Gewecke
  - Товариство Пізнанських Бамберзців
  - Bürger Europas
  - Federação de Associações de Juventude dos Açores
  - Πυροσβεστικό Σώμα Ελλάδος
  - Europees Muziekfestival voor de Jeugd
  - Francisca Sauquillo Pérez del Arco
  - Campus 15
  - Franz-Josef Meyer
  - Гражина Орловська-Сондей
  - Donaubüro-Ulm
  - Kolpingjugend Europa
  - Ulla Rüdenholz
  - Jean Pierre Daulouede
  - Susanna Lipovac und Kinderberg International e.V.
  - Amministratori del Comune di Lula 2002—2007
  - Kolegium Europy Wschodniej im. Jana Nowaka-Jeziorańskiego we Wrocławiu
  - Santiago Sánchez-Agustino Rodríguez
  - Tomasz Różniak
  - Wojciech Wrzesiński
  - Raissa Murumets
  - Emberi Jogi Központ
  - Michael Nielsen
  - Luigi Ciotti
  - G700 Blog
  - Oud Limburgse Schuttersfederatie

### 2010 рік[4]
- - Jugendhilfsorganisation Schüler Helfen Leben
  - Міжнародний Фестиваль Фільмів молодого глядача «Але Кіно!»
  - Ing. Wolfgang Neumann
  - Union européenne des étudiants juifs
  - Csaba Böjte
  - Lothar Czossek
  - Fate Velaj
  - Ельжбєта Лех-Готхард
  - Carlo Petrini
  - Ініціатива Вільна Білорусь
  - Фонд Святого Миколая
  - Open Society Foundations
  - Товариство «Один Світ»
  - Europ'age Saar-Lor-Lux e.V
  - Sermig-Servizio Missionario Giovani
  - Europees Grenslanden Vrouwenvoetbal Toernooi
  - Товариство Ледніца 2000
  - Chris Delicata
  - Enrico Pieri
  - Jacques Groffen
  - Beneluxliga handbal
  - Inστιτουτο Οδικης Ασφαλειας «Πανος Μυλωνας»
  - Smaranda Enache
  - EYV 2011 Alliance
  - Fondazione Banco Alimentare
  - Польський фонд ім. Роберта Шумана
  - Zsuzsa Ferge
  - Hans Bienfait
  - Марек Волтис

### 2012 рік[5]
- - Albergo Etico
  - Arbeitskreis Schule Rhauderfehn e. V.
  - Biagio Conte
  - CIJE'12 * Congresso Ibérico de Jovens Engenheiros
  - Colours of Carinthia — Franz Tomazic (Projektleitung für die Personengruppe), Karlheinz Fessl, Christian Brandstätter, Erich Kugi, Lojze Wieser
  - DEFRIT
  - Deutsch-Französische Gesellschaft e.V. Montabaur
  - Christoph Leitl
  - Ελληνικη Εταιρεια Περιβάλλοντος και Πολιτισμού
  - Ekipa projekta Simbioz@
  - Eurofeesten Geel 2012
  - Europäische Vereinigung für Eifel und Ardennen
  - Giovanni Riefolo
  - Гізела Патеркевіч
  - Яцек Лучак
  - Jeunes Européens-France
  - Kató Béla
  - Latvijas Lauku sieviešu apvienība, padomes priekšsēdētāja, Rasma Freimane
  - Lovro Šturm
  - Mgr. Victor Grech
  - Μουσικό Εργαστήρι «Λαβυρινθος»
  - PassodopoPasso
  - Paul Brusson
  - Петър Петров, България
  - Πέτρος Σουππουρhς i Huseyin Ankansoy
  - Польська Федерація Рухів Оборони Життя
  - Róka Gyula
  - Sophie Rosseels
  - Stichting Werkgroep Polen
  - Stolpersteine
  - Товариства св. Целестина
  - Товариство «Весна»
  - Symon Kliman
  - Szekely Janos
  - UNITALSI
  - Vanhustyön keskusliitto — Centralförbundet för de gamlas väl ry
  - Vencer o Tempo, Associação para a Educação e Prevenção da Saúde

### 2013 рік[6]
- - Академик Валери Петров
  - Аліція Кобус
  - Association Vents et marées
  - Avvocato di strada Onlus
  - Biruta Eglīte
  - Борис Пахор
  - CISV International
  - Dance for Peace, Mehmet Emin Eminoglu & Άντρια Κυπριανού
  - Daniel Vogelmann
  - Klaus Wilkens
  - Д-р Милен Врабевски, Фондация «Българска памет».
  - Elena Nistor
  - Elke Jeanrond-Premauer
  - Eugenia Bonetti, Presidente «Slaves No More Onlus», missionaria della Consolata, coordinatrice Ufficio Tratta Donne e Minori dell'USMI
  - Euregioschool Buurtaal leren door en voor de uitwisseling
  - Εθνικό Κέντρο Άμεσης Βοήθειας (EKAB) Κρήτης
  - Гельська атлетична асоціація
  - Gábor Farkas
  - Hans Zohren
  - Heikki Huttunen/Suomen Ekumeeninen Neuvosto
  - Hela Sverige ska leva
  - Ioana Avădani
  - Яцек Гломб
  - Junge Europäische Bewegung
  - Kuoreveden nuorisoseura Nysä ry
  - Lobby européen des femmes
  - Mag.a (FH) Ursula Kapfenberger-Poindl, DI Hermann Hansy, Karl G. Becker, DI Reinhard M. Weitzer, DI Andreas Weiß (allesamt Regionalmanager in Niederösterreich)
  - Matthias Zürl
  - Брама Ґродська — Театр NN
  - Plataforma de Afectados por la Hipoteca
  - Richard Demarco
  - Puttinu Cares Children's Cancer Support Group
  - Raoul Wallenberg Egyesület
  - Королівська академія баської мови (Euskaltzaindia)
  - streetfootballworld gGmbH
  - Teatr Arka
  - The AIRE Centre
  - Urmo Kübar/EMSL juhataja
  - Valeriu Nicolae
  - Via Euregio
  - Working Together (représentée par M. Laurent Rouillon)
  - Youthnet Hellas
  - ZZI — Zentrum der zeitgemäßen Initiativen Austria

### 2014 рік[7]
- - Anna Wolff-Powęska
  - Алоїз Ребула
  - Andrei Pleşu
  - Atlatszo.hu
  - др Бартоломей Запала
  - BEDNET
  - Blue Star Programme
  - Bulli Tour Europa
  - Cittadini di Lampedusa
  - Cocina Económica de Logroño
  - Comhaltas Ceoltóirí Éireann
  - Demokratisches Ostvorpommern — Verein für politische Kultur e.V.
  - Διογένης ΜΚΟ
  - Erika Körner-Metz und Gisela Berninger
  - Euradionantes
  - Europäische Gesellschaft für Politik, Kultur, Soziales e.V. Diaphania
  - EuropeanMigrationLaw
  - MUDr. Eva Siracká, DrSc., prezidentka Ligy proti rakovine
  - Європейський молодіжний парламент (в Чехії)
  - Фонд взаємодопомоги «Барка»
  - Христо Христов
  - Jaccede
  - Je veux l'Europe
  - Kerényi Lajos
  - Κέντρο Εκπαιδεύσεως & Αποκαταστάσεως Τυφλών, Περιφερειακή Διεύθυνση Θεσσαλονίκης (πρώην Σχολή Τυφλών Θεσσαλονίκης «Ο Ηλιος»)
  - Libera. Associazioni, nomi e numeri contro le mafie
  - Malta Hospice Movement
  - Maria De Biase
  - Marianne Lück
  - Martina Čuljak — HelpBalkans
  - Mauthausen Komitee Österreich
  - Miljötinget
  - Младите доброволци от Варна
  - Nadace Naše dítě
  - Боніфратри
  - Probstner János
  - Sevgül Uludağ και Μιχάλης Χριστοφίδης
  - Skills Belgium
  - Sociedad Civil Catalana
  - Societatea Timişoara
  - SOS Scuola di Alveare Cinema
  - SOSERM SOS Emergenza Rifugiati Milano
  - Spomenka Hribar
  - Το χαμόγελο του παιδιού
  - Verein.Respekt.net
  - Werner Hohlbein, «Wir sitzen alle in einem Boot für mehr Toleranz»
  - Wiener Volkshochschulen «Women on the Rise»

### 2015 рік[8]
- - Antoine Deltour (Люксембург)
  - Carole Roberts
  - Člověk v tísni
  - Davide Martello
  - László Davidovics (Węgry)
  - Die gewollte Donau — проект співпраці наддунайських країн
  - Священик Don Michele De Paolis — співзасновник організації Agedo Foggia (Włochy)
  - Драго Янчар
  - Товариство Euriade e.V.
  - Fundación Barraquer — фонд заснований офтальмологом Joaquína Barraquera (Іспанія)
  - Фонд Суспільної Інтеграції PROM
  - Фонд «Опанувати долю»
  - Gaia Ferrara
  - Товариство «Разом жити та навчатись в Європі» (нім. Gemeinsam leben und lernen in Europa e.V. ) (Німеччина)
  - Heart for Romania
  - Хорвацька гірська служба порятунку
  - Ikäihmisten olohuone
  - Innovaction
  - Instituto Marquês de Valle Flôr (Portugalia)
  - Istituto di Medicina Solidale Onlus
  - Katri Raik
  - Суспільна Кухня — Інша людина (грец. Κοινωνική Κουζίνα) — ο Άλλος Άνθρωπος (Греція)
  - La Ciudad Accesible (Іспанія)
  - Lietuvos neįgaliųjų forumas (Литва)
  - Lydia Foy
  - Manuela Eanes
  - Mário Ruivo
  - Medici con l'Africa CUAMM
  - Miskolci Speciális Felderítő és Mentőcsoport
  - Міська суспільна клініка Еллінікон (грец. Μητροπολιτικό Κοινωνικό Ιατρείο Ελληνικού)  (Греція)
  - Netzwerk sozialer Zusammenhalt
  - Центр Культури «Майбутнє сьогодні» болг. НЧ „Бъдеще сега 2006“ (Болгарія)
  - PAMINA Nachwuchsschwimmfest
  - Marek Hrubec
  - Rafel Shamri (Данія)
  - Richmond Foundation (Мальта)
  - Romska Ungdomsförbundet
  - Rūta Dimanta (Латвія)
  - Schone Kleren Campagne
  - Serge Laborderie (Франція)
  - SLYNCS
  - Takis Hadjidemetriou and Ali Tuncay
  - Territoires de la Mémoire
  - Tessy Fautsch (Люксембург)
  - Tina Ellen Lee (Велика Британія)
  - Tomo Križnar
  - Yves D. Robert (Франція)

### 2016 рік[9]
- - Адвентистське агентство допомоги та розвитку (в Чехії)
  - Dennis Arvanitakis (Grecja)
  - Університет третього віку ім. Медарда Чобота (Литва)
  - Товариство Pegaso (Італія)
  - Major Balazs
  - Александра Банасяк
  - Iordan Bărbulescu
  - Evgen Angel Bavčar (Словенія)
  - Gabriele Hertel — Berufliches Schulzentrum Вурцен (Німеччина)
  - Citizens UK
  - Громадянки для Європи Citoyennes pour l'Europe (Франція)
  - CoderDojo
  - Conselho Nacional de Juventude (Portugalia)
  - CSEMADOK
  - Dar il-Kaptan (Мальта)
  - Şener Elcil (Кіпр)
  - Endstation Rechts
  - Euro-Chess Foundation (Голландія)
  - Fundacja Arché Onlus (Італія)
  - Frauen in der Euregio Maas-Rhein
  - Локальний фонд масиву Снежника
  - Paul Galles (Люксембург)
  - Gautena — товариство батьків дітей з аутизмом (Іспанія)
  - Група 40 учнів зі школи св. Луки в Колосі (Кіпр)
  - Humanitarna udruga fra Mladen Hrkać
  - Internet Watch Foundation (IWF)
  - Dr Barbara Helen Knowles, (Велика Британія)
  - Imre Kozma
  - Menschen im Marchfeld (MiM)
  - Mobile School
  - Рух Співіснування і комунікація на морі (Греція)
  - Іван Ніколов (Болгарія)
  - ONCE Іспанська Національна Організація Незрячих (Іспанія)
  - Opera per la Gioventù «Giorgio La Pira»
  - Маріанна Пенчава (Болгарія)
  - Perpetuum Mobile ry/Artist at Risk
  - Positive Voice
  - Dita Přikrylová (Чехія)
  - Proactiva Open Arms
  - Pushing
  - Alexandre Schon
  - SOS Méditerranée
  - Nawal Soufi (Італія, Марокко)
  - Stiftelsen Expo
  - Комітет із захисту демократії
  - Товариство Sur les pas d'Albert Londres (Франція)
  - Tiago Pitta E Cunha [10] (Португалія)
  - VluchtelingenWerk Nederland
  - Erwin Vollerthun [11] (Німеччина)
  - David Vseviov (Естонія)